# Hugo González (Basketballspieler)
Hugo González Peña (* 5. Februar 2006 in Madrid) ist ein spanischer Basketballspieler. Zumeist wird er auf den Positionen des Shooting Guards oder Small Forwards eingesetzt.

## Laufbahn
Hugo González begann mit neun Jahren bei CB San Agustín de Guadalix in der gleichnamigen Gemeinde mit dem Basketballsport. Im Sommer 2017 wechselte der damals Elfjährige in die Jugend von Real Madrid, wo er zunächst in der U13 (Infantil B) zum Einsatz kam und fortan diverse Altersklassen durchlief, bis er schließlich 2022 in die A-Jugend (Juveníl A) gelangte. In der Saison 2021/22 kam er darüber hinaus auch zu 10 Einsätzen in der B-Mannschaft des Klubs, die in der Liga EBA, der vierten Spielklasse in Spanien, vertreten ist. Am 2. Oktober 2022 debütierte der damals 16-jährige Hugo González in einem Meisterschaftsspiel gegen Obradoiro CAB in der Liga ACB, insgesamt brachte er es in der Saison 2022/23 auf vier Einsätze im Profikader von Real Madrid. Im selben Jahr gewann er darüber hinaus mit der U18 Real Madrids das Euroleague Basketball Next Generation Tournament. In der Finalrunde brachte es Hugo González auf durchschnittlich 16,5 Punkte, 6,2 Rebounds, 3.2 Assists und 3,2 Steals pro Spiel und bekam für seine Leistungen die Rising Star Trophäe verliehen.
In der Saison 2023/24 wurde González in zehn Begegnungen der Liga ACB eingesetzt. Er gewann mit Real die spanische Meisterschaft, den Pokalwettbewerb sowie den Supercup. 2025 wurde er abermals spanischer Meister. Die Boston Celtics wählten ihn im Juni 2025 beim Draftverfahren der NBA an 28. Stelle aus.

### Nationalmannschaft
Hugo González bestritt mit Spanien die U17-Weltmeisterschaft 2022, wo er mit seiner Mannschaft erst im Endspiel mit 67:79 an den USA scheiterte. Er brachte es im Laufe des Turniers auf durchschnittlich 9,3 Punkte und 5 Rebounds, im Endspiel gegen die Vereinigten Staaten steuerte er 16 Punkte, 4 Rebounds, 3 Assists und 3 Steals bei. Im Folgejahr wurde er für die U18-Europameisterschaft nominiert und erreichte mit Spanien erneut das Endspiel, wo man mit 71:81 gegen Serbien verlor. Hugo González erzielte durchschnittlich 14,3 Punkte, 6,6 Rebounds und 1,7 Assists und wurde für seine Leistungen ins All-Tournament Team gewählt.

## Erfolge
Verein
- Spanischer Meister: 2023/24, 2024/25
- Spanischer Pokalsieger: 2023/24
- Spanischer Supercupsieger: 2023
- Euroleague Basketball Next Generation Tournament (2): 2022/23, 2023/24

Nationalmannschaft
- U18-Europameisterschaft: Silber 2023
- U17-Weltmeisterschaft: Silber 2022

Auszeichnungen
- Euroleague Basketball Next Generation Tournament MVP: 2023/24
- All-Tournament Team der U18-Europameisterschaft 2023
- Euroleague Basketball Next Generation Tournament Rising Star Trophy: 2022/23